# The Rhodes Not Taken
The Rhodes Not Taken er den femte episode af den amerikanske tv-serie Glee. Episoden er skrevet af Ian Brennan og er instrueret af John Scott, og blev vist på Fox den 30. september 2009. Episoden handler om at korlederen Will Shuester får den tidligere kormedlem April Rhodes med i klubben, i håb om at forbedre klubbens chancer i kølvandet på Rachels udmelding af klubben, til fordel for skolens musical. Finn flirter med Rachel i et forsøg på at overtale hende til at vende tilbage til klubben, og selv om Rachel er vred, da hun opdager at Finns kæreste Quinn er gravid, genindtræder hun i sidste ende i koret.
Gæstestjerne Kristin Chenoweth spiller April Rhodes, og synger med på 3 af episodens 6 musikalske spor.  Studieoptagelser af fire af de seks sange, der udføres i episoden, blev udgivet som singler, til rådighed for digital download, og to af sangene er med på albummet Glee: The Music, Volume 1. 
Episoden blev set af 7.320.000 amerikanske seere. Den modtog overvejende positive anmeldelser fra kritikerne, hvor Chenoweths udseende og hendes version af Queens sang "Somebody to Love" navnlig modtog ros. Raymund Flandez fra The Wall Street Journal, Mike Hale fra New York Times og Denise Martin fra Los Angeles Times anså "Somebody to Love" som showets bedste musicalnummer, siden iscenesættelsen af Journeys sang "Don't Stop Believin'" i pilotepisoden.

## Plot
Ds Rachel Berry ikke længere er en del af New Directions, McKinley Highs showkor, vosker korleder Will Schuesters bekymring over klubbens forestående præstation ved den forestående konkurrence. Han opdager, at April Rhodes, som var medlem af klubben i løbet af hans egne high school tid, faktisk aldrig dimitterede, og overbeviser hende om, at vende tilbage til skolen for at få sin eksamensbevis, og slutte sig til koret. Da hun ikke nåede sine drømme om Broadway, er April nu alkoholiker. Efter studievejlederen Emma advarer Will om, at April fører de studerende ud i uføre, beder Will hende om at lægge alkoholen på hylden, hvilket ind indvilliger i. 
Finn er bekymret for sin fremtid, efter at have fået at vide af sin kæreste Quinn, at hun er gravid med hans barn. Emma foreslår, at i stedet for, at han sigter efter et fodboldstipendium til college, skal udnytte sit musikalske talent. 

## Eksterne links
- The Rhodes Not Taken på Internet Movie Database (engelsk)
- "The Rhodes Not Taken" Arkiveret 13. januar 2015 hos  Wayback Machine at TV.com